# Norden, Niedersachsen
För andra betydelser, se Norden (olika betydelser).

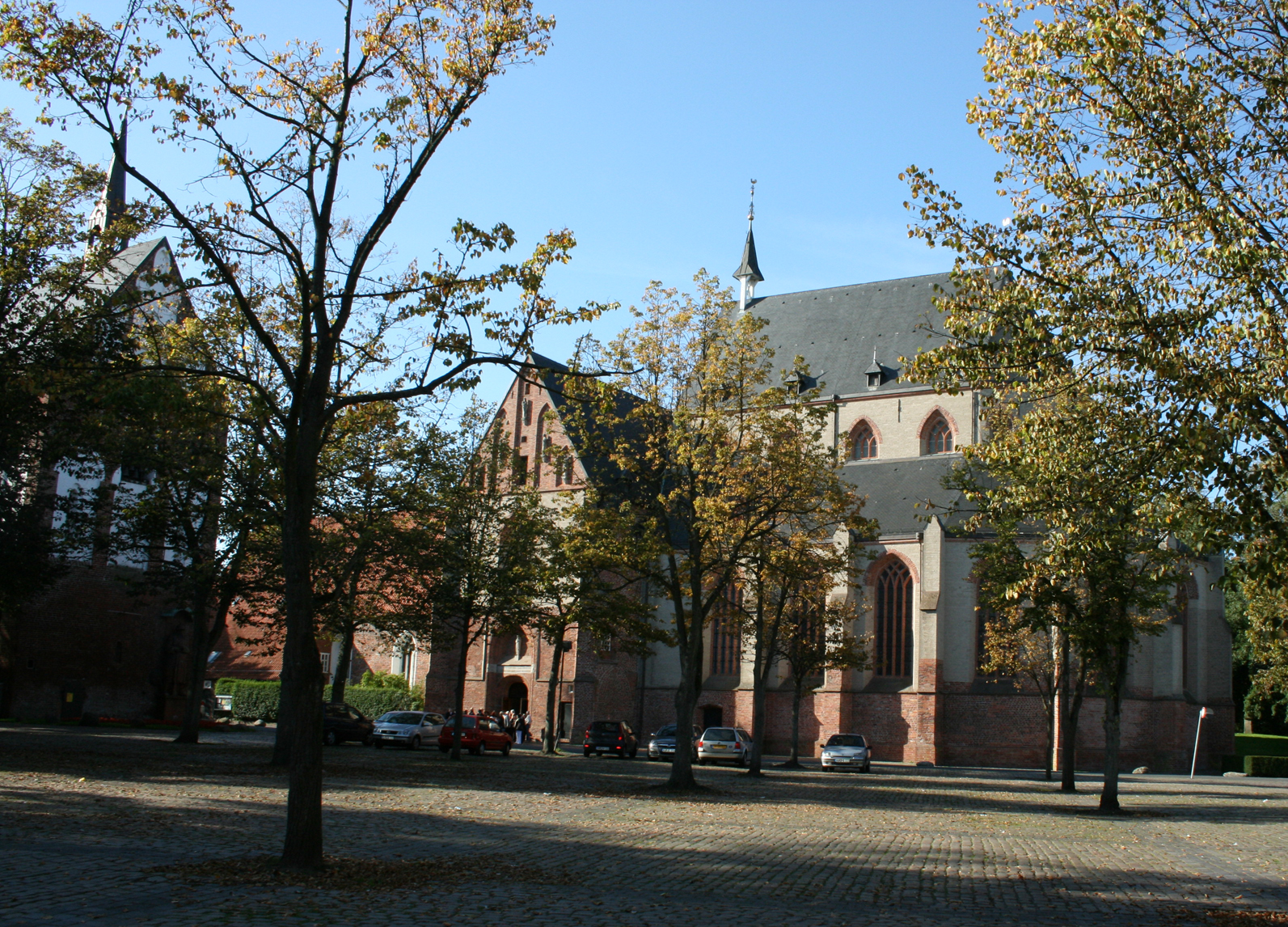
Ludgeri-kyrkan i Norden

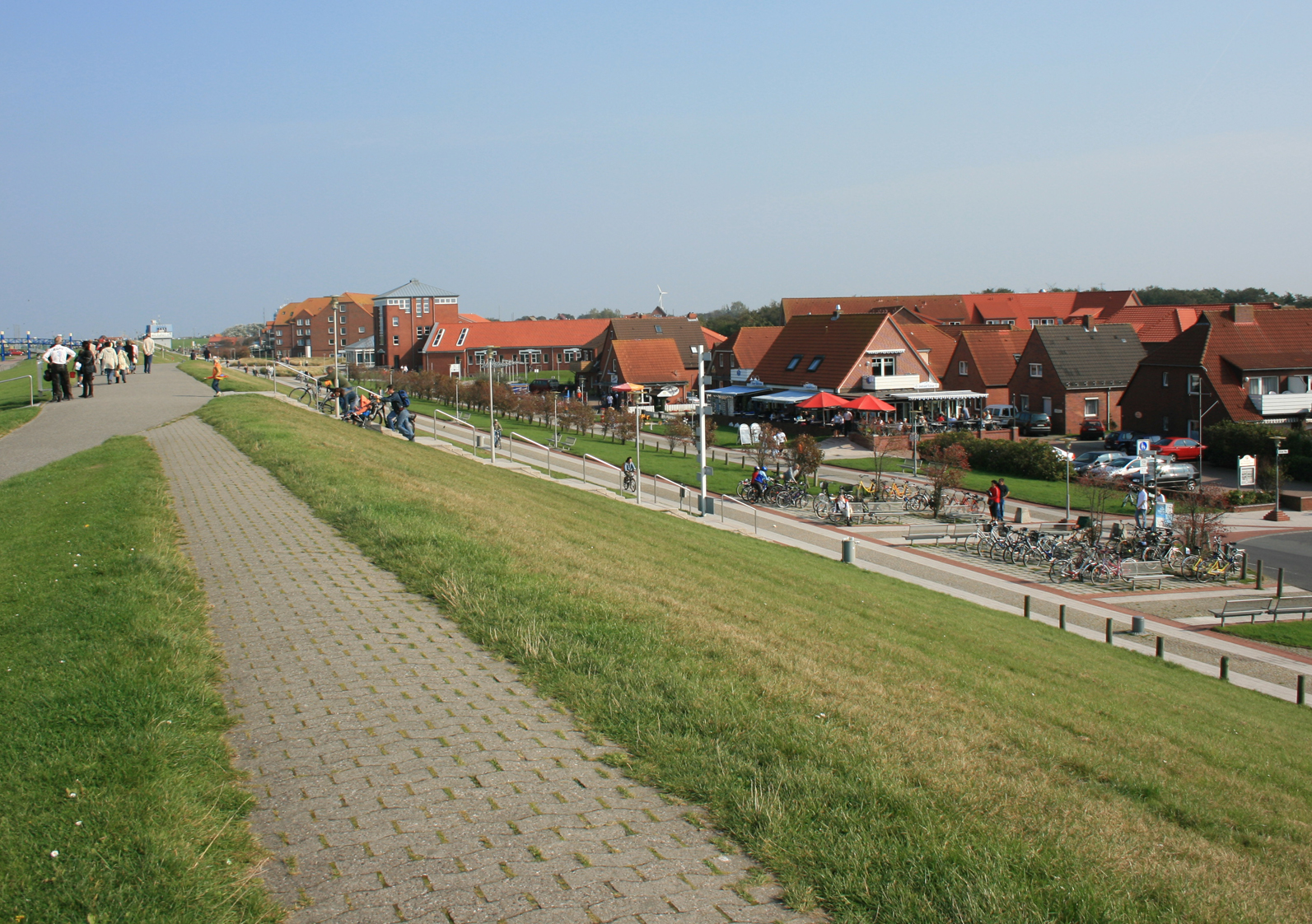
Vy över badorten Norddeich utanför Norden

Norden (plattyska: Nörden) är en stad i distriktet Aurich i  förbundslandet Niedersachsen i nordvästra Tyskland. Norden ligger vid Nordsjökusten i det historiska landskapet Ostfriesland. Staden har cirka 25 000 invånare och är därmed Ostfrieslands fjärde största stad.

## Geografi
Staden Norden ligger på det nordtyska låglandet vid kusten.  Nordens innerstad är byggd på landskapstypen geest, medan större delen av staden i övrigt ligger inom marskland. Vallar har byggts för att skydda staden mot översvämningar vid högvatten och stormfloder. Längs stadens kust går en 27 kilometer lång skyddsvall mot Vadehavet. Stora delar av staden ligger på samma nivå som havet, vilket medför att området kontinuerligt måste avvattnas. Delar av den nuvarande staden är gammal havsbotten. En av de senast utvunna landområdena är stadsdelen Leybuchtpolder som torrlades 1947-1950 genom bygget av skyddsvall Störtebekerdeich. Staden har under årens lopp drabbats av flera stormfloder.

## Historia
Staden grundades på 1200-talet och räknas som Ostfrieslands äldsta stad. Stadens historia har präglats av närheten till havet. Norden hade länge en egen handelsflotta som gav staden god ekonomi, särskilt på 1700-talet. År 1531 förstörde styrkor under ledning av Junker Balthasar av Esens stora delar av staden. År 1744 blev Norden preussiskt och under Napoleonkrigen tillhörde staden Kungariket Holland och därefter Frankrike. Efter Wienkongressen kom Norden under kungariket Hannover och år 1866 blev staden åter preussisk. 1862 kom järnvägen till Norden och 1905 grundades kustradiostationen Norddeich Radio.
Kristallnatten 1938 förstördes synagogan i Norden. Efter andra världskrigets slut kom ett stort antal flyktingar till Norden. År 1972 genomfördes en kommunreform och år 1977 blev Norden en del av distriktet Aurich. Det gamla distriktet Norden benämns Altkreis Norden.

## Näringsliv
Regionen runt Norden präglas av jordbruk och turism. Cirka 80 % av kommunens yta är jordbruksmark. Särskilt gamla havsbottnar är mycket bördiga. Strax utanför Norden ligger badorten Norddeich, varifrån färjor går till de ostfriesiska öarna Norderney och Juist. Norden är ansluten till det tyska järnvägsnätet genom stationer i både Norden och Norddeich.
I Norden produceras bland annat den ostfriesiska nationaldrycken te. Tidigare producerades brännvinet Doornkaat och skrivmaskinerna Olympia i Norden.

## Kultur
Nordens centrum utgörs av det stora torget Marktplatz, runt vilket ett stort antal historiska byggnader finns, bland annat Ludgerikyrkan från 1200-talet, de tre sammanbyggda renässanshusen Dree Süsters och det gamla rådhuset. Bland museerna kan framför allt temuseet nämnas. Te är Ostfrieslands nationaldryck och en särskild tekultur har utvecklats.
Den svenska drottningen Kristinas livläkare Hermann Conring kom från Norden.